# Teerapak Punboonchu
Teerapak Punboonchu (thailändisch ธีรภัค ปั้นบุญชู, * 13. März 1998) ist ein thailändischer Fußballspieler.

## Karriere
Teerapak Punboonchu erlernte das Fußballspielen in der Jugendmannschaft von Muangthong United. Hier stand er von 2018 bis 2019 unter Vertrag. Der Verein aus Pak Kret, einem nördlichen Vorort der Hauptstadt Bangkok, spielte in der ersten Liga des Landes, der Thai League. Die Saison 2018 wurde er an den Bangkok FC ausgeliehen. Mit Bangkok spielte er in der dritten Liga, der Thai League 3. Hier trat Bangkok in der Upper Region an. Anfang 2019 kehrte er zu Muangthong zurück. Nachdem er bei Muangthong nicht zum Einsatz gekommen war, wechselte er Anfang 2020 zum Zweitligisten Nakhon Pathom United FC nach Nakhon Pathom. Sein Profidebüt für Nakhon Pathom gab er am 17. März 2021 im Heimspiel gegen den Samut Sakhon FC. Hier wurde er in der 86. Minute für den Laoten Phoutthasay Khochalern eingewechselt. Nach der Saison wechselte er zum Drittligisten Thawi Watthana Samut Sakhon United FC nach Samut Sakhon. Mit dem Verein spielte er in der Western Region der Liga. Ende Juni 2022 verpflichtete ihn der in der North/Eastern Region spielende Mahasarakham FC. Am Ende der Saison wurde er mit dem Verein Meister der Region. In den Aufstiegsspielen zur zweiten Liga konnte man sich jedoch nicht durchsetzen. Die Saison 2023/24 wurde man Vizemeister der Region. In den Aufstiegsspielen konnte man sich durchsetzen und stieg in die zweite Liga auf.

## Erfolge
Mahasarakham FC
- Thai League 3 – North/East: 2022/23